# Georg Lurich
Georg Lurich (Imperio ruso, 22 de abril de 1876 - RSFS de Rusia, 20 de enero de 1920) fue un luchador estonio de lucha grecorromana y forzudo de comienzos del siglo XX. Lurich también fue entrenador de los luchadores y levantadores de pesas estonios Georg Hackenschmidt y Aleksander Aberg.

## Biografía
Nacido como Georg Luri el 22 de abril de 1876 en el pueblo de Väike-Maarja, en el condado de Viru del Imperio ruso (actual condado de Lääne-Viru, Estonia), fue el penúltimo de seis hijos del comerciante Jüri Luri y de Julie (de soltera Rute). Aunque era étnicamente estonio, su familia modificó más tarde su apellido a Lurich tras cambiar de congregación religiosa, pasando de una congregación estonia luterana a una congregación predominantemente germano-báltica. La familia de Lurich creía que los miembros de la congregación alemana tenían mejores oportunidades para educar a sus hijos en escuelas de la ciudad. A pesar del cambio de apellido, Georg sufrió acoso físico y psicológico por parte de sus compañeros de escuela, en su mayoría germano-bálticos. Esta situación fue la principal razón por la que comenzó a entrenar su cuerpo. Estudió información contenida en libros en alemán para aprender cómo entrenar. Lurich empezó a participar en actividades deportivas desde temprana edad.
Tras graduarse en 1894 en la Escuela Moderna de Pedro en Tallin (hoy Escuela Secundaria de Ciencias de Tallin), viajó a San Petersburgo, Rusia, donde practicó halterofilia y lucha bajo la supervisión del entrenador polaco Dr. Władysław Krajewski. Lurich actuaba en los jardines de verano de San Petersburgo, competía con luchadores locales y realizaba demostraciones de fuerza junto al también forzudo Gustav Boesberg. Su popularidad lo convenció de dedicarse profesionalmente al deporte.
Lurich fue el primer estonio en establecer récords mundiales en halterofilia. El público estonio asistía con entusiasmo a sus combates y su popularidad en su tierra natal creció enormemente. Entre 1897 y 1898, realizó una gira por Estonia, y sus éxitos ayudaron a popularizar el deporte en el país; se fundaron decenas de clubes deportivos. En 1896, Lurich entabló amistad con un joven compatriota de 18 años llamado Georg Hackenschmidt y comenzó a entrenarlo. Hackenschmidt se haría famoso más adelante en el mundo de la halterofilia y la lucha.

## Viajes al extranjero y fallecimiento

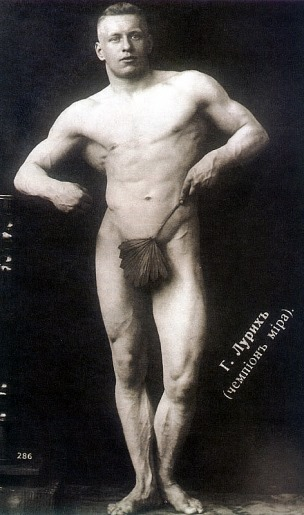
Georg Lurich en una postal de hacia 1912 posa para mostrar su físico.

Antes de la Primera Guerra Mundial, Lurich viajó a los Estados Unidos junto con su amigo y también luchador estonio Aleksander Aberg para presentarse ante el público estadounidense. Entre 1913 y 1917, Lurich compitió en combates de lucha libre en dicho país. En 1913, se enfrentó en Kansas City al campeón mundial estadounidense Frank Gotch, en el que sería el último combate de Gotch, aunque Lurich resultó derrotado.
Tras regresar a casa en 1917, viajando a través de Japón, China y Rusia, ambos llegaron a Estonia en otoño. Participaron en un torneo de lucha en la capital, Tallin, que quedó inconcluso debido al avance de las tropas alemanas. Los dos atletas se dirigieron entonces a San Petersburgo y más tarde al sur de Rusia. La guerra civil rusa puso fin a sus actividades en San Petersburgo y Moscú. Las condiciones parecían mejores en el sur, bajo control del Ejército Blanco. Sin embargo, el conflicto se intensificó y ambos se vieron obligados a huir más al interior del país, hasta quedar atrapados en el remoto pueblo de Armavir, en el sur de Rusia. Su objetivo inicial era salir de Rusia por el mar Negro en barco.
La situación en Armavir se tornó dramática a comienzos de 1920. Los combates llegaron a la zona, la ciudad cambió de manos varias veces, murieron muchos civiles y se sucedieron numerosos funerales. Un invierno cálido provocó una epidemia de fiebre tifoidea. A causa de la guerra, el acceso a atención médica era muy limitado. Lurich enfermó primero y falleció el 20 de enero de 1920. Aberg también contrajo tifus, pero logró superar la enfermedad. No obstante, aceleró su recuperación, contrajo neumonía y murió el 15 de febrero de 1920. Ambos luchadores fueron enterrados en una misma tumba en el cementerio alemán de Armavir.

## Legado
Tras la muerte de Georg Lurich el 20 de enero de 1920, a los 43 años de edad, muchos estonios comenzaron a adornar sus logros con tal entusiasmo que su figura adquirió una dimensión casi mitológica. Las leyendas populares proliferaron en la Estonia rural y siguen contándose muchos años después de su fallecimiento. El siguiente fragmento es un ejemplo de un relato tradicional sobre Lurich que ha ganado popularidad entre los habitantes de Väike-Maarja, y fue transcrito por el autor estonio Kalle Voolaid:

«Un caluroso y soleado día de verano, Lurich estaba sentado en la ladera de una colina en Väike-Maarja y, cuando el calor se volvió insoportable, corrió valle abajo para refrescarse con el agua fría del manantial. Mientras corría, se golpeó el pie con una roca y cayó de bruces sobre ella. Luego se levantó, fue hasta el manantial, metió los pies y las manos en el agua y se lavó. Ahí obtuvo su gran fuerza: tomó la roca contra la que se había golpeado el pie y empezó a jugar con ella como si fuera una patata. Se dice que esa roca sigue allí, en el borde de la colina conmemorativa de Väike-Maarja, cubierta de musgo».

En 1912, el escultor estonio Amandus Adamson realizó una estatua de bronce de Lurich titulada Campeón, que ganó el concurso artístico de los Juegos Olímpicos de París de ese año. Lurich también sirvió de modelo e inspiración para una escultura en escayola de Adamson titulada Kalevipoeg a las puertas del infierno —en estonio: Kalevipoeg põrgu väravas— en 1922.
Lurich sigue siendo una de las figuras más queridas en Estonia hasta el día de hoy. Grupos turísticos numerosos visitan su piedra conmemorativa en Väike-Maarja, en la calle Aia. Desde 1956 se celebra anualmente en Estonia el Memorial Internacional Georg Lurich de lucha grecorromana. El 22 de abril de 2018 se inauguró una estatua en su honor en Väike-Maarja.

## Monumentos y conmemoraciones

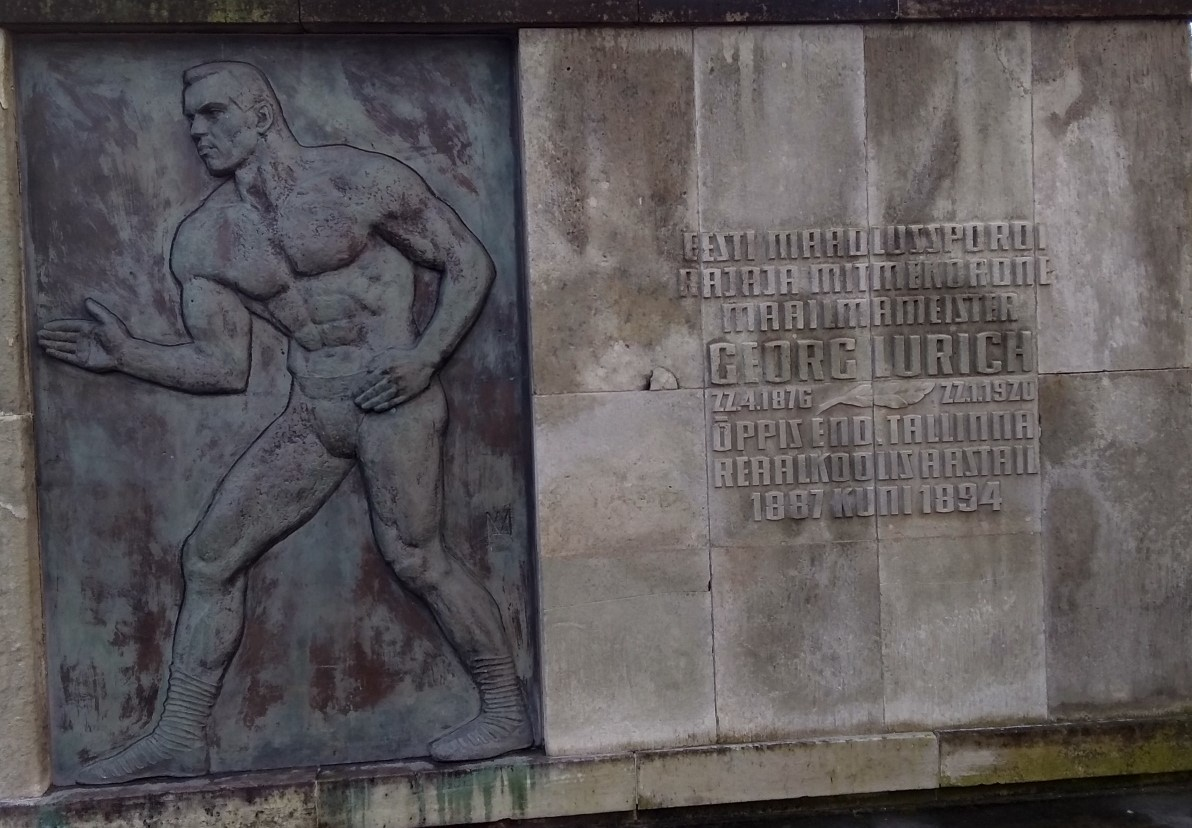
Bajorrelieve de Lurich en la Escuela Secundaria de Ciencias de Tallin (Tallinna Reaalkool).
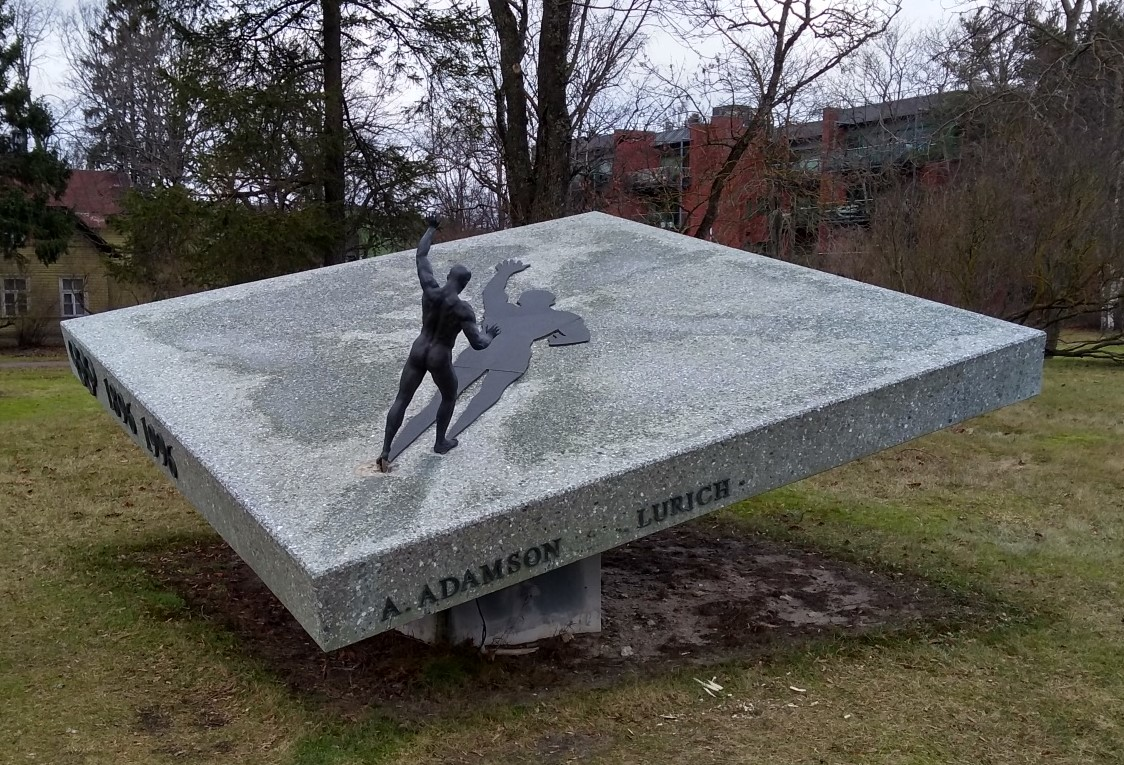
Monumento a Lurich del escultor Tõnu Maarand, basado en la escultura Champion de Amandus Adamson de 1912. Antiguamente en el barrio de Pirita, en Tallin. Trasladado al Polideportivo de Pirita en 2020.
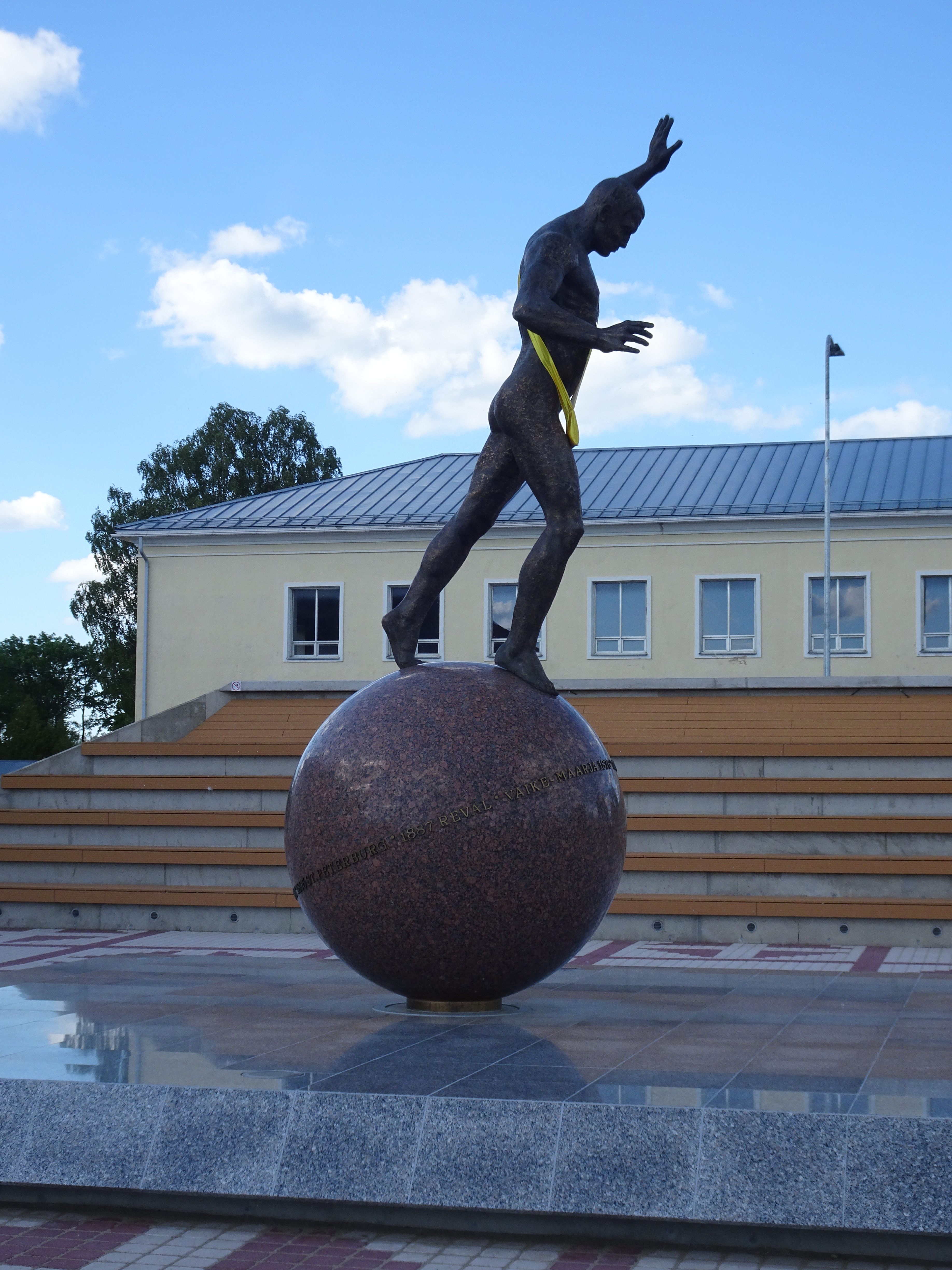
Monumento a Lurich en Väike-Maarja.